# Valdi Moder
Valdi Moder, właśc. Władysław Moder (zm. 5 lipca 2012 w Lichfield) – polski muzyk, gitarzysta. Występował w grupach Ceti, Alkatraz i Kat, grających różne odmiany metalu.
Po epizodzie w Ceti, gdzie wokalista Grzegorz Kupczyk usunął go ze składu, trafił do stworzonego przez Romana Kostrzewskiego zespołu Alkatraz, z którym nagrał płytę i odbył trasę koncertową. Wkrótce Alkatraz zawiesił działalność, a Moder wziął udział w koncertach reaktywowanego Kata. Jednak gitarzysta zespołu, Piotr Luczyk, nie widział dla niego miejsca w składzie i na tym jego współpraca z Katem się skończyła.
Przez krótki okres grał na gitarze w zespole Romana Kostrzewskiego – Kat & Roman Kostrzewski (2004–2005). Współpracował także z formacją Ich Troje.
Zmarł w Lichfield w Anglii 5 lipca 2012. Przyczyna śmierci muzyka nie została podana do publicznej wiadomości.

## Dyskografia
Alkatraz
- Error (2001, Silverton)

Valdi Moder
- Symphony of Dreams (1993, Metal Mind Productions)
- Przebudzenie (2006, Alfaton)
- Rockplanet (2007, b.d.)

## Publikacje
- Valdi Moder, Artykulacja rockowa (książka + kaseta), Professional Music Press, 1995, ISBN 83-86362-07-3[8]

## Wideografia
- Valdi Moder – Harce na gitarce (1994, VHS, Professional Music Press)[8]